# Ted Kaufman
Edward Emmett "Ted" Kaufman (Filadélfia, 15 de março de 1939) é um engenheiro e político americano que serviu como senador pelo estado de Delaware, substitiundo Joe Biden, eleito vice-presidente dos Estados Unidos na chapa de Barack Obama. Kaufman trabalhou por 19 anos como chefe de equipe de Biden, até ser nomeado pela governadora Ruth Ann Minner para a vaga no Senado.